# هنری بلمون
هنری لوئی بلمون (به انگلیسی: Henry Louis Bellmon) سناتور سابق عضو حزب جمهوری‌خواه ایالات متحده آمریکا بود. وی در سال ۱۹۶۹ تا ۱۹۸۱ میلادی سناتور ایالت اکلاهما در سنای ایالات متحده آمریکا بود.